# 普列司塔爾科斯
普列司塔爾科斯（希臘語： ; 前四世紀人物），是安提帕特之子，他兄長即是後來成為馬其頓國王的卡山德。
在前313年，普列司塔爾科斯登上歷史舞台，當時卡山德準備回防馬其頓，便命他統領哈爾基斯，作為前哨對抗安提柯的將軍托勒密。於前302年時，當其他繼業者組成一個聯盟對抗安提柯一世時，普列司塔爾科斯再度受命帶領一支12000名步兵、500名騎兵的大軍，準備進入小亞細亞，支援盟友利西馬科斯作戰。當達達尼爾海峽的通道被安提柯之子德米特里一世所佔據後，普列司塔爾科斯於是帶著大軍在奧底蘇斯登上運輸船，直接登陸赫拉克里亞·潘提卡，但這個行動使他喪失大部分的軍隊，因其中一些被敵艦俘虜，而其它則受到風暴襲擊而沉沒，普列司塔爾科斯從這次船難中驚險活了下來。
雖然他的軍隊損失慘重，但對盟友來說仍有效提供幫助，因此在伊普蘇斯戰役後，因戰功而獲封奇里乞亞總督，可能還包括卡里亞，組成自己的獨立政權。然而普列司塔爾科斯並沒有掌控奇里乞亞很久，在一到兩年後，他無法抵擋德米特里的入侵，幾乎是沒有什麼抵擋下失去奇里乞亞。普魯塔克僅提到他分到奇里乞亞，並說之後他喪失領地後回去找他的兄長卡山德，然而一些考古銘文顯示他的政權仍掌管卡里亞地區，且繼任者很可能是歐波來姆斯。
另外保薩尼亞斯曾提到他有次率領卡山得的騎兵時，遭到雅典軍擊敗，但不清楚這場戰役發生在何時。